# Hervormde kerk (Boornbergum)
De Hervormde kerk van Boornbergum is een kerkgebouw in Boornbergum in de Nederlandse provincie Friesland.

## Beschrijving
De driezijdig gesloten zaalkerk met houten geveltoren werd gebouwd in 1871 ter vervanging van een kerk uit 1734. Het baarhuisje op het kerkhof bevat delen van zerken uit de 18e eeuw.
De eiken preekstoel dateert uit de 17e eeuw. Het orgel uit 1925 is gemaakt door Bakker & Timmenga met gebruik van het rugpositief en enig pijpwerk van een voormalig Hinsz-orgel (1767) uit Sexbierum.